# 利希特巴赫河
51°56′55.41″N 8°15′37.82″E / 51.9487250°N 8.2605056°E

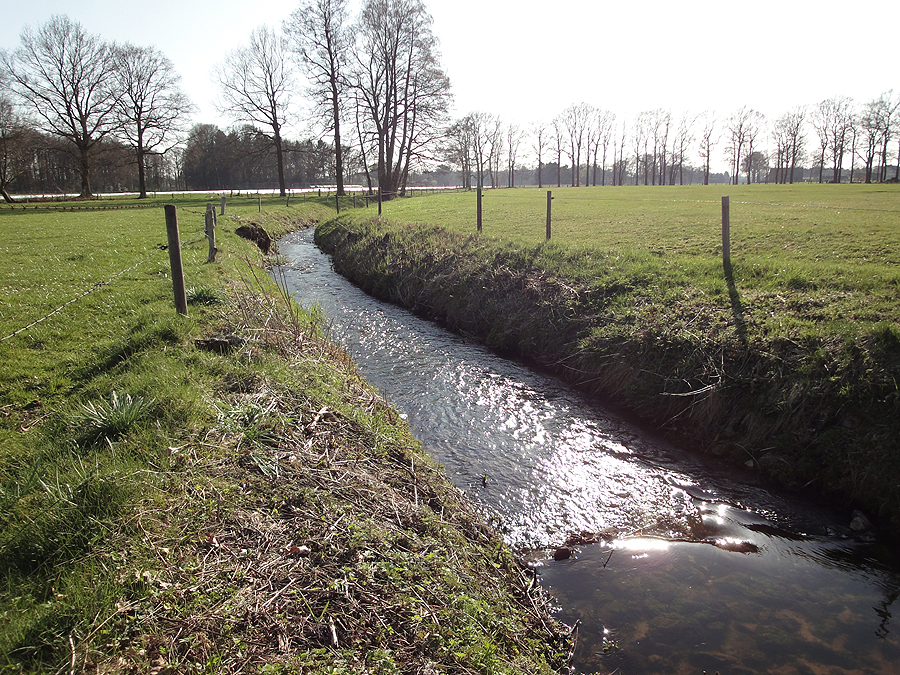

利希特巴赫河（德語：Lichtebach），是德國的河流，位於該國西部，處於北萊茵-威斯特法倫州，屬於盧特河的右支流，河道全長19公里，流域面積30.9平方公里。